# 耿家屯墓群
耿家屯墓群，位于中国河北省张家口市耿家屯，为张家口市怀安县的一个省级文物保护单位，类型为古墓葬，公布时间为1982年7月23日。
耿家屯墓群的历史年代为汉代。